# Squash nos Jogos Pan-Americanos de 2019 - Duplas femininas
A competição de duplas feminina do squash nos Jogos Pan-Americanos de 2019 ocorreu entre 26 e 28 de julho, no CAR Voleibol em Lima.
Cada Comitê Olímpico poderia inscrever, no máximo, uma dupla na competição. As atletas disputaram embates eliminatórios em melhor de três games.

## Medalhistas
|  | USA Estados Unidos         |  | CAN Canadá                           |  | CHI Chile                 |  | COL Colômbia                        |
|  | Amanda Sobhy Sabrina Sobhy |  | Samantha Cornett Danielle Letourneau |  | Giselle Delgado Ana Pinto |  | Laura Tovar Pérez María Tovar Pérez |

## Resultados
- Fonte: Lima2019

|  | Quartas de final                             | Quartas de final                             | Quartas de final                             | Quartas de final                             | Quartas de final |                                              |                                              | Semifinais | Semifinais | Semifinais | Semifinais | Semifinais |  |  | Final                              | Final                              | Final | Final | Final |
|  |                                              |                                              |                                              |                                              |                  |                                              |                                              |            |            |            |            |            |  |  |                                    |                                    |       |       |       |
|  | USA Amanda Sobhy USA Sabrina Sobhy           | USA Amanda Sobhy USA Sabrina Sobhy           | 11                                           | 11                                           |                  |                                              |                                              |            |            |            |            |            |  |  |                                    |                                    |       |       |       |
|  | ARG Pilar Etchechoury ARG Camila Grasso      | ARG Pilar Etchechoury ARG Camila Grasso      | 3                                            | 8                                            |                  |                                              |                                              |            |            |            |            |            |  |  |                                    |                                    |       |       |       |
|  | ARG Pilar Etchechoury ARG Camila Grasso      | ARG Pilar Etchechoury ARG Camila Grasso      | 3                                            | 8                                            |                  | USA Amanda Sobhy USA Sabrina Sobhy           | USA Amanda Sobhy USA Sabrina Sobhy           | 11         | 11         |            |            |            |  |  |                                    |                                    |       |       |       |
|  |                                              |                                              |                                              |                                              |                  | USA Amanda Sobhy USA Sabrina Sobhy           | USA Amanda Sobhy USA Sabrina Sobhy           | 11         | 11         |            |            |            |  |  |                                    |                                    |       |       |       |
|  |                                              | CHI Giselle Delgado CHI Ana Pinto            | CHI Giselle Delgado CHI Ana Pinto            | 5                                            | 3                |                                              |                                              |            |            |            |            |            |  |  |                                    |                                    |       |       |       |
|  | GUY Ashley Khalil GUY Taylor Fernandes       | GUY Ashley Khalil GUY Taylor Fernandes       | CHI Giselle Delgado CHI Ana Pinto            | 5                                            | 3                | 4                                            | 11                                           | 5          |            |            |            |            |  |  |                                    |                                    |       |       |       |
|  | GUY Ashley Khalil GUY Taylor Fernandes       | GUY Ashley Khalil GUY Taylor Fernandes       |                                              |                                              |                  | 4                                            | 11                                           | 5          |            |            |            |            |  |  |                                    |                                    |       |       |       |
|  | CHI Giselle Delgado CHI Ana Pinto            | CHI Giselle Delgado CHI Ana Pinto            | 11                                           | 8                                            | 11               |                                              |                                              |            |            |            |            |            |  |  |                                    |                                    |       |       |       |
|  |                                              |                                              |                                              |                                              |                  |                                              |                                              |            |            |            |            |            |  |  | USA Amanda Sobhy USA Sabrina Sobhy | USA Amanda Sobhy USA Sabrina Sobhy | 11    | 11    |       |
|  |                                              |                                              | CAN Samantha Cornett CAN Danielle Letourneau | CAN Samantha Cornett CAN Danielle Letourneau | 10               | 8                                            |                                              |            |            |            |            |            |  |  |                                    |                                    |       |       |       |
|  | CAN Samantha Cornett CAN Danielle Letourneau | CAN Samantha Cornett CAN Danielle Letourneau | 11                                           | 11                                           |                  |                                              |                                              |            |            |            |            |            |  |  |                                    |                                    |       |       |       |
|  | PER Ximena Leight PER Alejandra Arana        | PER Ximena Leight PER Alejandra Arana        | 1                                            | 1                                            |                  |                                              |                                              |            |            |            |            |            |  |  |                                    |                                    |       |       |       |
|  | PER Ximena Leight PER Alejandra Arana        | PER Ximena Leight PER Alejandra Arana        | 1                                            | 1                                            |                  | CAN Samantha Cornett CAN Danielle Letourneau | CAN Samantha Cornett CAN Danielle Letourneau | 10         | 11         | 11         |            |            |  |  |                                    |                                    |       |       |       |
|  |                                              |                                              |                                              |                                              |                  | CAN Samantha Cornett CAN Danielle Letourneau | CAN Samantha Cornett CAN Danielle Letourneau | 10         | 11         | 11         |            |            |  |  |                                    |                                    |       |       |       |
|  |                                              | COL Laura Tovar Pérez COL María Tovar Pérez  | COL Laura Tovar Pérez COL María Tovar Pérez  | 11                                           | 6                | 8                                            |                                              |            |            |            |            |            |  |  |                                    |                                    |       |       |       |
|  | MEX Dina Gomez MEX Samantha Terán            | MEX Dina Gomez MEX Samantha Terán            | COL Laura Tovar Pérez COL María Tovar Pérez  | 11                                           | 6                | 8                                            | 3                                            | 9          |            |            |            |            |  |  |                                    |                                    |       |       |       |
|  | MEX Dina Gomez MEX Samantha Terán            | MEX Dina Gomez MEX Samantha Terán            |                                              |                                              |                  |                                              | 3                                            | 9          |            |            |            |            |  |  |                                    |                                    |       |       |       |
|  | COL Laura Tovar Pérez COL María Tovar Pérez  | COL Laura Tovar Pérez COL María Tovar Pérez  | 11                                           | 11                                           |                  |                                              |                                              |            |            |            |            |            |  |  |                                    |                                    |       |       |       |